# 千里金蘭大学短期大学部
千里金蘭大学短期大学部（せんり きんらん だいがく たんきだいがくぶ、英語: Kinran CollegeまたはSenri Kinran College）は、大阪府吹田市藤白台5-25-1に本部を置いていた日本の私立大学である。1963年に設置され、2012年に廃止された。大学の略称は金蘭短大。

## 概観

### 大学全体
- 大阪府吹田市に所在した日本の私立短期大学で、設置主体は学校法人金蘭会学園[2]。
- 1963年に金蘭会短期大学として1学科体制で入学総定員40名の内容で開学[3]。
- その後は学科及び入学定員増によりとりわけ私大バブルの頃は1学年1,700人体制の時代もあった。しかし、特に2003年度以降の入学より大幅に規模が縮小されていき、最終的には1学科体制となった。
- 2008年度の入学生を最後に[注釈 2]、短期大学としての使命を終える[注釈 3]。

### 教育および研究
- 千里金蘭大学短期大学部は、生活文化学科のみ設置だった。前身の金蘭短期大学においては、生活科学科に４つの専攻課程、ほか国文学や英文学の専門教育も執り行っていた。

### 学風および特色
- 千里金蘭大学短期大学部を運営する学校法人金蘭会学園の起源は、1905年（明治38年）創立の金蘭会女学校。女子のみを受け入れた

## 沿革
- 1908年
  - 3月12日 大阪市北区において私立金蘭会高等女学校の設置が認可される[6]。
- 1951年
  - 3月7日 金蘭会学園が学校法人として認可される[7]。
- 1963年
  - 1月21日 左記を以て文部省[注 4]より短期大学の設置が認可される[注釈 4]。
- 1963年
  - 4月1日 大阪市大淀区浦江北1-37[注 5]にて金蘭会短期大学（きんらんかい たんきだいがく）として以下の学科体制にて開学[注釈 4]。
    - 家政科 入学定員40名

  - 5月1日 学生数[10]/定員
    - 家政科 62[注釈 5]/40
- 1965年
  - 4月1日 金蘭短期大学と改名し、吹田市にキャンパスを移転する[注釈 6]。
  - 同 以下の学科を増設する[注釈 6]。
    - 国文科 入学定員100名[注釈 7]
    - 英文科 入学定員100名[注釈 7]

  - 同 家政科の入学定員を40[13]→100[注釈 7]に増員[注釈 6]。
  - 5月1日 学生数[14]/定員
    - 家政科 208[注釈 5]/140
    - 国文科 66[注釈 5]/100[注釈 7]
    - 英文科 85[注釈 5]/100[注釈 7]
- 1967年
  - 4月1日 家政科の入学定員を100[15]→200に増員、かつ以下の通り専攻分離[注 6]。
    - 家政専攻 入学定員150名[注釈 8]
    - 食物栄養専攻 入学定員50名[注釈 8]

  - 5月1日 学生数[19]/定員
    - 家政科 644[注釈 5]/300
    - 国文科 254[注釈 5]/200
    - 英文科 375[注釈 5]/200
- 1970年
  - 4月1日 家政科食物栄養専攻の入学定員を50[20]→100[21]に増員[注 7]。
  - 5月1日 学生数[24]/定員
    - 家政科 478[注釈 5]/450
    - 国文科 241[注釈 5]/200
    - 英文科 410[注釈 5]/200
- 1971年
  - 4月1日 家政科に以下の専攻課程を増設する[25]。
    - 家庭経営専攻 入学定員50名[26]

  - 同 上記と引き換えに家政科家政専攻の入学定員を150→100に減員[25]。
  - 5月1日 学生数[27]/定員
    - 家政科 480[注釈 5]/500
    - 国文科 292[注釈 5]/200
    - 英文科 489[注釈 5]/200
- 1974年
  - 4月1日 学科の入学定員増を以下の通り行う[28]
    - 国文科 100→200
    - 英文科 100→300
- 1975年
  - 5月1日 学生数[29]/定員
    - 家政科 650[注釈 5]/500
    - 国文科 816[注釈 5]/400
    - 英文科 1,028[注釈 5]/400
- 1976年
  - 4月1日 学科の入学定員増を以下の通り行う[30]。
    - 国文科 200→400
    - 英文科 300→500

  - 5月1日 学生数[31]/定員
    - 家政科 663[注釈 5]/500
    - 国文科 915[注釈 5]/600
    - 英文科 1,048[注釈 5]/800
- 1986年
  - 4月1日 以下の学科について入学定員の臨時増員を行う[注 8]。
    - 国文科 400[注釈 9]→700[注釈 10]
    - 英文科 500[注釈 9]→700[注釈 10]
    - 家政科家政専攻 100[注釈 9]→150[注釈 10]

  - 5月1日 学生数[36]/定員
    - 家政科 705[注釈 5]/550
    - 国文科 1,379[注釈 5]/1,100
    - 英文科 1,392[注釈 5]/1,200
- 1992年
  - 5月1日 学生数[注 9]/定員
    - 家政科 722[注釈 5]/600
    - 国文科 1,452[注釈 5]/1,400
    - 英文科 1,426[注釈 5]/1,400
- 1996年
  - 4月1日 この年度の入学生より家政科を生活科学科に改称し、以下の専攻課程とする[39]。
    - 生活学専攻←家政専攻
    - 生活経営専攻←家庭経営専攻
    - 栄養科学専攻 入学定員50名←食物栄養専攻 入学定員100名
    - 食物科学専攻 入学定員50名

  - 5月1日 学生数[40]/定員
    - 生活科学科 710[注釈 5]/600
    - 国文科 1,334[注釈 5]/1,400
    - 英文科 1,335[注釈 5]/1,400
- 1998年
  - 5月1日 学生数[41]/定員
    - 生活科学科 1,187[注釈 5]/600
    - 国文科 942[注釈 5]/1,400
    - 英文科 764[注釈 5]/1,400
- 1999年
  - 5月1日 学生数[42]/定員
    - 生活科学科 797[注釈 5]/600
    - 国文科 823[注釈 5]/1,400
    - 英文科 596[注釈 5]/1,400
- 2000年
  - 4月1日 以下の学科についての入学定員減を行う[43]。
    - 国文科 700→400
    - 英文科 700→500
    - 生活科学科生活学専攻 150→100
- 2002年
  - 4月1日 以下の学科を増設する[44]。
    - 現代社会情報学科 入学定員150名

  - 同 以下の学科について入学定員減とする[44]。
    - 国文科 400→200
    - 英文科 500→200

  - 同 生活科学科食物栄養専攻、食物科学専攻の学生募集を最終とする[注 10]。
- 2003年
  - 4月1日 国文科、英文科、生活科学科生活経営専攻の各学生募集を最終とする[注 11]。
- 2004年
  - 3月31日 左記をもって生活科学科食物科学専攻が正式に廃止となる[46]。
  - 4月1日 千里金蘭大学短期大学部に改組[46]。
  - 同 現代社会情報学科の入学定員を150→100に減員[46]。
- 2005年
  - 3月31日 左記をもって生活科学科生活経営専攻を廃止する[47]。
  - 4月1日 この年度の入学生より生活科学科を生活文化学科に改組される[47]。
  - 9月20日 左記をもって国文科・英文科が正式廃止となる[48]。
- 2006年
  - 3月31日 左記をもって生活科学科栄養科学専攻が廃止される[48]。
  - 4月1日 現代社会情報学科の学生募集を最終とする[注 12]。
  - 9月20日 左記をもって旧来の生活科学科が正式に廃止となる[49]。
- 2008年
  - 4月1日 短期大学としての学生募集を最終とする[注釈 2]。
- 2009年
  - 3月31日 左記をもって現代社会情報学科が正式に廃止となる[2]。
- 2012年
  - 12月10日 左記をもって正式に廃止となる[注釈 3]。

## 基礎データ

### 所在地
- 大阪府吹田市藤白台5-25-1[注釈 1]

### 当時の交通アクセス
- 大阪市営地下鉄御堂筋線千里中央駅より阪急バスで「金蘭会学園前」バス停留所下車すぐ。
- 阪急電鉄千里線北千里駅から徒歩の場合、約10分。

### 象徴
- 右記資料を参照[50]。

## 教育および研究

### 組織

#### 学科
- 生活文化学科 入学定員100名[注 13]

##### 過去にあった学科
- 国文科 入学定員200名[注釈 11]
- 英文科 入学定員200名[注釈 11]
- 生活科学科
  - 生活学専攻 入学定員100名[注 14]→生活文化学科
  - 生活経営専攻 入学定員50名[注釈 11]
  - 栄養科学専攻 入学定員50名[注釈 12]
  - 食物科学専攻 入学定員50名[注釈 12]
- 現代社会情報学科 入学定員100名[注 15]

#### 専攻科
- なし

#### 別科
- なし

##### 取得資格について
資格
- 司書：現代社会情報学科・国文科[注釈 13]にて設置
- 司書教諭：国文科にて設置[注釈 13]
- 栄養士：生活科学科栄養科学専攻にて設置[注釈 13]

教職課程
- 中学校教諭二種免許状
  - 国語：国文科にて設置[注釈 13]
  - 英語：英文科にて設置[注釈 13]
  - 家庭：かつては、以下の学科に設置[注釈 13]
    - 生活科学科
      - 生活学専攻
      - 生活経営専攻

#### 附属機関
- 生涯学習センター
- 附属図書館
- 情報処理教育センター

### 研究
- 『金蘭短期大学研究誌』[54]
- 『金蘭国文』[55]
- 金蘭短期大学仏文研究室/編『フランス文学研究会報』[56]
- 三石, 博行, 金蘭短期大学『阪神大震災での生活情報の調査・分析から生活情報の構造についての研究』[57]

## 学生生活

### 学園祭
- 千里金蘭大学短期大学部の学園祭は、金蘭短期大学の時代から例年10月に実施

## 大学関係者と組織

### 大学関係者組織
- 千里金蘭大学短期大学部の同窓会組織は「芳友会」と称する。これは旧来の金蘭短期大学も含まれている[58]

### 大学関係者一覧

#### 大学出身者一覧
- 伊藤良夏 - タレント。元大阪市会議員（大阪維新の会）
- 大江恵 - ジャズシンガー（1989年英文科卒業）
- 黒谷友香 - 女優、タレント（1996年卒業）
- 柴田美保子 - 女優（国文科卒業）
- 中嶋慶子 - ローカルタレント
- 久本雅美 - タレント（国文科卒業）
- 江崎友基子 - フリーアナウンサー
- 分林里佳 - フリーアナウンサー、元四国放送アナウンサー（英文科卒業）

## 施設

### キャンパス
- 佐藤記念講堂がある

## 対外関係

### 他大学との協定
- かつて、イギリス・アメリカ・カナダ・オーストラリア・韓国の各国おける大学と留学提携を行っていた。

### 系列校
- 千里金蘭大学
- 金蘭会中学校・高等学校